# Bosnië en Herzegovina op de Olympische Zomerspelen 2000
Bosnië en Herzegovina nam deel aan de Olympische Zomerspelen 2000 in Sydney, Australië. De voormalige Joegoslavische republiek won opnieuw geen medailles.

## Deelnemers en resultaten

### Atletiek
| Olympiër        | Discipline       | Resultaat | Prestatie                          |
| --------------- | ---------------- | --------- | ---------------------------------- |
| Ðuro Kodžo      | marathon (m)     | 78e       | 2:39.14                            |
| Željko Petrović | marathon (m)     | 76e       | 2:38.29                            |
| Elvir Krehmić   | hoogspringen (m) | 14e       | kwalificatie groep A: 6e met 2,24m |
|                 |                  |           |                                    |
| Dijana Kojić    | 400m (v)         | 51e       | serie 7: 7e in 55,61               |

### Judo
| Olympiër     | Discipline | Resultaat | Prestatie                |
| ------------ | ---------- | --------- | ------------------------ |
| Arijana Jaha | -52kg (v)  | 21e       | 1e ronde: V van IND Devi |

### Schietsport
| Olympiër        | Discipline                 | Resultaat | Prestatie                                                                                             |
| --------------- | -------------------------- | --------- | --- |
| Nedžad Fazlija  | 10m luchtgeweer (m)        | 6e        | kwalificatie: 8e met 591 punten (99-97-98-100-98-99) finale: 4e met 101,7 punten totaal: 692,7 punten |
| Nedžad Fazlija  | 50m geweer 3 houdingen (m) | 41e       | kwalificatie: 18e met 1163 punten (392-365-375)                                                       |
| Nedžad Fazlija  | 50m geweer liggend (m)     | 34e       | kwalificatie: 51e met 583 punten (98-97-100-98-98-99)                                                 |
| Zoran Novaković | trap (m)                   | 23e       | kwalificatie: 23e met 109 punten (63-46)                                                              |

### Zwemmen
| Olympiër       | Discipline           | Resultaat | Prestatie                 |
| -------------- | -------------------- | --------- | ------------------------- |
| Željko Panić   | 100m vrije slag (m)  | 49e       | serie 6: 7e in 52,40      |
| Janko Gojković | 100m vlinderslag (m) | 39e       | serie 2: 1e in 55,55 (NR) |

Albanië · Algerije · Amerikaanse Maagdeneilanden · Amerikaans-Samoa · Andorra · Angola · Antigua en Barbuda · Argentinië · Armenië · Aruba · Australië · Azerbeidzjan · Bahama's · Bahrein · Bangladesh · Barbados · België · Belize · Benin · Bermuda · Bhutan · Bolivia · Bosnië en Herzegovina · Botswana · Brazilië · Britse Maagdeneilanden · Brunei · Bulgarije · Burkina Faso · Burundi · Cambodja · Canada · Centraal-Afrikaanse Republiek · Chili · China · Chinees Taipei · Colombia · Comoren · Congo-Brazzaville · Congo-Kinshasa · Cookeilanden · Costa Rica · Cuba · Cyprus · Denemarken · Djibouti · Dominica · Dominicaanse Republiek · Duitsland · Ecuador · Egypte · El Salvador · Equatoriaal-Guinea · Eritrea · Estland · Ethiopië · Fiji · Filipijnen · Finland · Frankrijk · Gabon · Gambia · Georgië · Ghana · Grenada · Griekenland · Groot-Brittannië · Guam · Guatemala · Guinee · Guinee‑Bissau · Guyana · Haïti · Honduras · Hongarije · Hongkong · Ierland · IJsland · India · Indonesië · Irak · Iran · Israël · Italië · Ivoorkust · Jamaica · Japan · Jemen · Joegoslavië · Jordanië · Kaaimaneilanden · Kaapverdië · Kameroen · Kazachstan · Kenia · Kirgizië · Koeweit · Kroatië · Laos · Lesotho · Letland · Libanon · Liberia · Libië · Liechtenstein · Litouwen · Luxemburg · Macedonië · Madagaskar · Malawi · Malediven · Maleisië · Mali · Malta · Marokko · Mauritanië · Mauritius · Mexico · Micronesië · Moldavië · Monaco · Mongolië · Mozambique · Myanmar · Namibië · Nauru · Nederland · Nederlandse Antillen · Nepal · Nicaragua · Nieuw-Zeeland · Niger · Nigeria · Noord-Korea · Noorwegen · Oeganda · Oekraïne · Oezbekistan · Oman · Oostenrijk · Pakistan · Palau · Palestina · Panama · Papoea-Nieuw-Guinea · Paraguay · Peru · Polen · Portugal · Puerto Rico · Qatar · Roemenië · Rusland · Rwanda · Saint Kitts en Nevis · Saint Lucia · Saint Vincent en Grenadines · Salomonseilanden · Samoa · San Marino ·  Sao Tomé en Principe · Saoedi-Arabië · Senegal · Seychellen · Sierra Leone · Singapore · Slovenië · Slowakije · Soedan · Somalië · Spanje · Sri Lanka · Suriname · Swaziland · Syrië · Tadzjikistan · Tanzania · Thailand · Togo · Tonga · Trinidad en Tobago · Tsjaad · Tsjechië · Tunesië · Turkije · Turkmenistan · Uruguay · Vanuatu · Venezuela · Verenigde Arabische Emiraten · Verenigde Staten · Vietnam · Wit-Rusland · Zambia · Zimbabwe · Zuid-Afrika · Zuid-Korea · Zweden · Zwitserland · Individuele olympische atleten